# Taxidiinae
Sous-famille
Taxidiinae est une sous-famille de Mustélidés qui ne comprend qu’un seul genre, Taxidea, et qu'une seule espèce actuelle, le blaireau d'Amérique (Taxidea taxus). Cette sous-famille de blaireaux a été décrite pour la première fois en 1920 par le zoologiste britannique Reginald Innes Pocock (1863-1947). Jusqu'au début du XXIe siècle, de nombreux auteurs classent le genre Taxidea de préférence dans la sous-famille des Mustelinae.

## Liste des taxons inférieurs

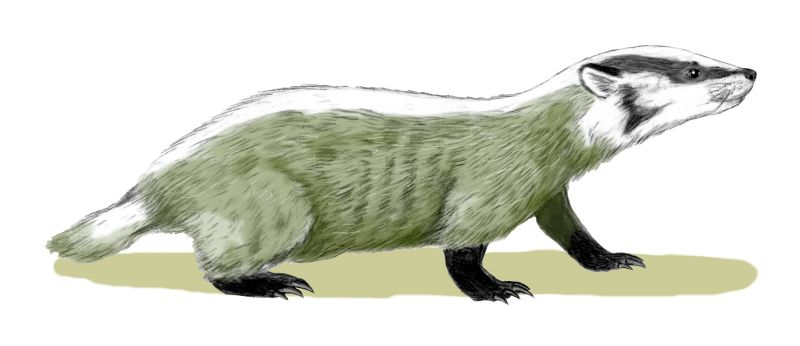
Illustration hypothétique de Chamitaxus avitus, inspirée du Blaireau d'Amérique.

Selon NCBI (12 juillet 2013) :
- genre Taxidea
  - Taxidea taxus

Selon Paleobiology Database (12 juillet 2013) :
- genre Chamitaxus
- genre Pliotaxidea
- genre Taxidea